# Gamasiphis lanceolatus
Gamasiphis lanceolatus är en spindeldjursart som beskrevs av Wolfgang Karg 1987. Gamasiphis lanceolatus ingår i släktet Gamasiphis och familjen Ologamasidae. Inga underarter finns listade i Catalogue of Life.